# Nicofuranose
Nicofuranose é um fármaco derivado da niacina utilizado como um agente hipolipidémico.